# Harvey Fierstein
Harvey Forbes Fierstein (Brooklyn, 1952. június 6. –) négyszeres Tony-díjas amerikai színész, drámaíró és forgatókönyvíró.
A Cheers című sorozatban játszott szerepéért Primetime Emmy-díjra jelölték a vígjátéksorozat kiemelkedő mellékszereplője kategóriában.

## Pályafutása
Fierstein a New York-i Brooklynban lévő Bensonhurstben született Jacqueline Harriet (születési nevén Gilbert) iskolai könyvtáros és Irving Fierstein zsebkendőgyártó fiaként. Zsidónak nevelkedett, de később megvetette a hitet és ateista lett.
A High School of Art and Designba járt, majd 1973-ban a Pratt Institute-ban BFA végzettséget szerzett. A színházban a Park Slope-i The Gallery Players alapító tagjaként kezdett dolgozni, mielőtt szerepet kapott Andy Warhol egyetlen darabjában, a Pork-ban.
Fierstein jellegzetes rekedtes hangja a hangszálai túlfejlett vestibuláris redőjének köszönhetően alakult ki, ami lényegében "kettős hangot" eredményez neki, amikor beszél. A serdülőkor előtt Fierstein szoprán volt egy hivatásos fiúkórusban.

## Filmográfia

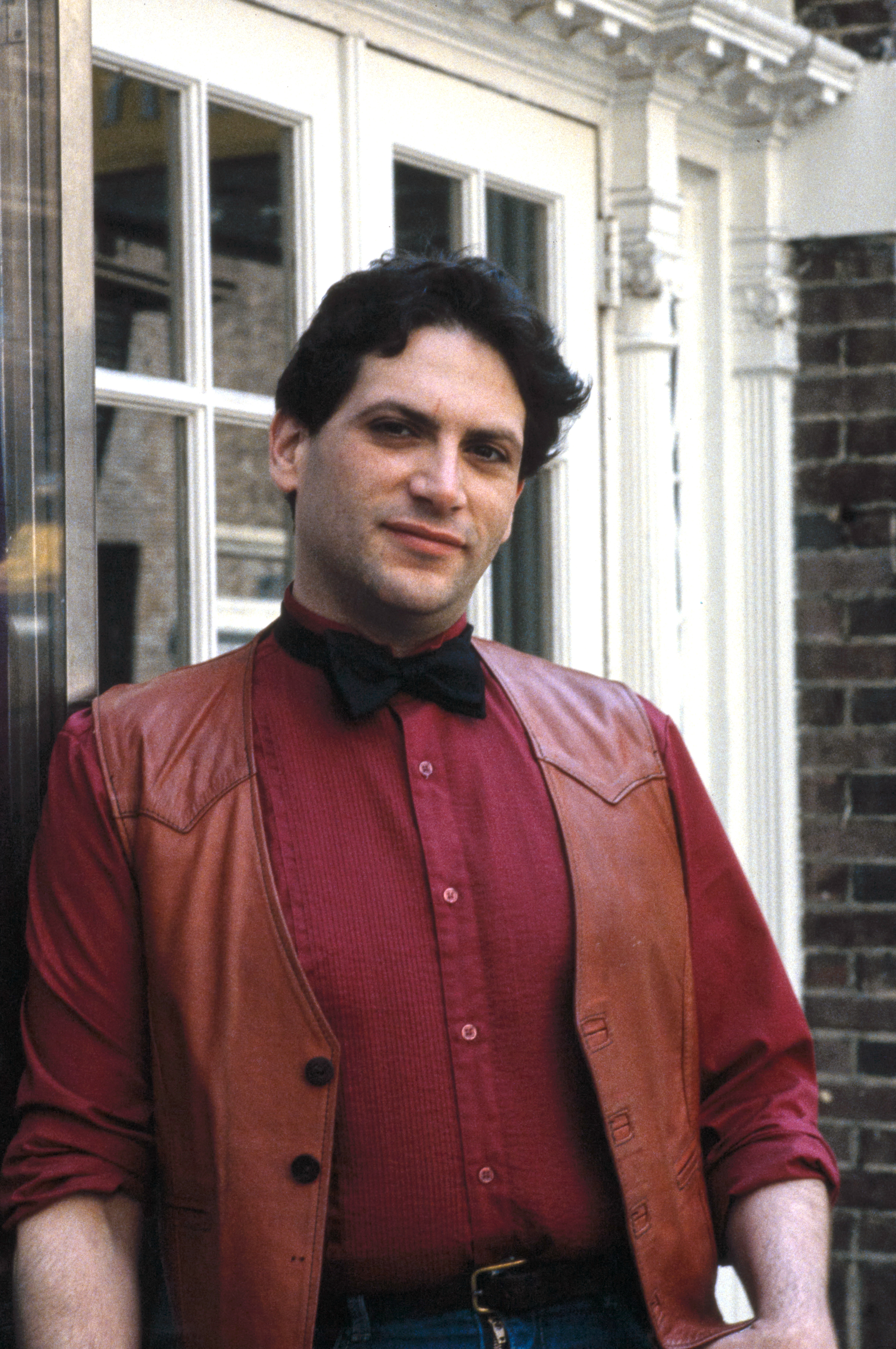
1983-ban

### Videójátékok
| Év   | Cím                                | Szerep | Megjegyzés   |
| ---- | ---------------------------------- | ------ | ------------ |
| 1998 | Disney's Animated Storybook: Mulan | Yao    |              |
| 1998 | Mulan Story Studio                 | Yao    |              |
| 2005 | Kingdom Hearts II                  | Yao    | Angol verzió |
| 2007 | Kingdom Hearts II Final Mix+       | Yao    | Angol verzió |